# Lomeći valove
Lomeći valove (eng. Breaking the Waves) je romantična drama koju je 1996. režirao danski redatelj Lars von Trier. Glavnu ulogu igra britanska glumica Emily Watson koja je zbog tog ostvarenja bila nominirana za Oscara.

## Filmska ekipa
Režija: Lars von Trier
Glume: Emily Watson (Bess McNeill), Stellan Skarsgård (Jan Nyman), Katrin Cartlidge (Dodo McNeill), Jean-Marc Barr (Terry)...

## Nagrade i nominacije
- Nominacija Oscara (najbolja glavna glumica Emily Watson)
- Grand Prix žirija na filmskom festivalu u Cannesu
- Europska filmska nagrada za najbolji film i za najbolju glumicu (Emily Watson)
- Nominacija za Zlatni globus (najbolji film, glavna glumica Emily Watson)
- Nominacija za BAFTA-u (najbolja glavna glumica Emily Watson)
- Srce Sarajeva za najbolji igrani film Sarajevskog filmskog festivala

## Vanjske poveznice
- Lomeći valove u internetskoj bazi filmova IMDb-a
- Recenzije na Rotten-tomatoes.com
- 100 značajnih duhovih filmova  Arhivirana inačica izvorne stranice od 30. rujna 2007. (Wayback Machine)
- Lokacije gdje je sniman film